# 日本の美 (テレビ番組)
『日本の美』（にほんのび）は、NHKで放送されていたテレビ番組。

## 概要
日本人が創り出した美の心を紹介する芸術系教養番組。日本文化の紹介番組として、諸外国との番組交換にも利用された。

## 放送時間
- NHK教育テレビ
  - 1962年6月 - 1964年1月：土曜日22:00-22:30
- NHK総合テレビ
  - 1967年4月 - 1968年3月：日曜日14:00-14:30
  - 1968年4月 - 1969年3月：土曜日22:10-22:40／金曜日23:20-23:50
  - 1969年4月 - 1970年3月：水曜日22:10-22:40／金曜日23:20-23:50
  - 1970年4月 - 1971年3月：木曜日19:30-20:00／金曜日23:20-23:50
  - 1971年4月 - 1972年4月：木曜日22:10-22:40／金曜日14:10-14:40
  - 1972年9月 - 1989年3月：不定期放送

## 放送リスト
| タイトル                                 | 初回放送日     |
| ---------------------------------------- | -------------- |
| 日本の文様                               | 1962年6月9日   |
| 現代建築と伝統                           | 1962年9月29日  |
| 京の工芸家                               | 1962年12月1日  |
| 橋                                       | 1963年1月5日   |
| 城下町と民芸                             | 1963年3月23日  |
| 民家                                     | 1963年6月29日  |
| 塔                                       | 1963年9月21日  |
| きもの                                   | 1963年11月3日  |
| 紙                                       | 1964年1月4日   |
| 日光東照宮                               | 1967年4月29日  |
| 木喰佛                                   | 1967年5月28日  |
| 浮世絵                                   | 1967年6月25日  |
| 近津淡海                                 | 1967年7月23日  |
| まんだらの世界                           | 1967年8月27日  |
| やしろ〜島根県・三重県〜                 | 1967年9月24日  |
| 絵巻物〜伴大納言絵詞〜                   | 1967年11月5日  |
| 甲冑                                     | 1967年11月26日 |
| 宗達                                     | 1968年1月28日  |
| 和紙                                     | 1968年2月25日  |
| 黒川能                                   | 1968年3月24日  |
| 縄文美術〜土偶と土器〜                   | 1968年4月27日  |
| 法隆寺                                   | 1968年5月25日  |
| 薬師寺                                   | 1968年6月29日  |
| 唐招提寺                                 | 1968年7月27日  |
| 源氏物語絵巻                             | 1968年8月31日  |
| 仏像                                     | 1968年9月24日  |
| 信貴山縁起絵巻                           | 1968年9月28日  |
| 鳥獣戯画                                 | 1968年12月28日 |
| 紅型〜沖縄の染物〜沖縄県                 | 1969年1月25日  |
| 一遍聖人行状絵図                         | 1969年2月22日  |
| 東寺〜密教美術の世界〜                   | 1969年3月29日  |
| 洛中洛外図屏風                           | 1969年4月30日  |
| 能面                                     | 1969年5月28日  |
| 茶室〜わび茶の造形〜                     | 1969年7月30日  |
| 運慶・快慶                               | 1969年8月20日  |
| 室生寺                                   | 1969年9月24日  |
| 雪舟〜山水長巻〜                         | 1969年10月29日 |
| 御冠船踊り                               | 1970年1月28日  |
| 厳島                                     | 1970年2月25日  |
| 知恩院〜京都〜                           | 1970年3月25日  |
| 友禅                                     | 1970年4月23日  |
| 美人画                                   | 1970年5月28日  |
| 東海道五十三次                           | 1970年7月16日  |
| 文楽                                     | 1970年8月27日  |
| 扇                                       | 1970年9月24日  |
| 漆                                       | 1970年11月5日  |
| 姫路城                                   | 1970年11月26日 |
| 錦                                       | 1970年12月17日 |
| 水墨画〜長谷川等伯〜                     | 1971年2月11日  |
| 三弦                                     | 1971年3月25日  |
| さくら                                   | 1971年4月29日  |
| 桂離宮                                   | 1971年5月20日  |
| 北斎〜富嶽三十六景〜                     | 1971年7月8日   |
| 木の工芸                                 | 1971年8月5日   |
| 陶芸                                     | 1971年9月30日  |
| 池大雅〜文人画の世界〜                   | 1971年10月28日 |
| 石垣                                     | 1971年11月25日 |
| 木彫仏                                   | 1971年12月23日 |
| 和菓子                                   | 1972年1月27日  |
| 雪                                       | 1972年2月24日  |
| 人形                                     | 1972年4月29日  |
| 刀剣                                     | 1972年9月23日  |
| かすり                                   | 1972年11月23日 |
| 青海波                                   | 1973年1月2日   |
| 屋久杉                                   | 1973年2月11日  |
| 東大寺                                   | 1973年3月18日  |
| 鉄斎                                     | 1973年9月15日  |
| 円空仏                                   | 1973年11月3日  |
| 平等院                                   | 1974年1月1日   |
| 沈金                                     | 1974年1月2日   |
| 竹                                       | 1974年3月22日  |
| 舞楽                                     | 1974年5月3日   |
| 修学院離宮                               | 1974年9月23日  |
| 墨                                       | 1975年1月3日   |
| 光琳                                     | 1975年1月15日  |
| 屋根                                     | 1975年2月11日  |
| 金閣・銀閣                               | 1975年3月21日  |
| 赤絵                                     | 1975年11月3日  |
| 加賀友禅                                 | 1976年1月1日   |
| 江戸図屏風                               | 1976年1月2日   |
| 京焼                                     | 1976年1月3日   |
| 十一面觀音                               | 1976年4月29日  |
| 浦上玉堂                                 | 1976年11月3日  |
| 江戸小紋                                 | 1977年1月1日   |
| 螺鈿                                     | 1977年1月2日   |
| 志野・織部                               | 1977年1月3日   |
| 古備前                                   | 1977年4月29日  |
| 南蛮美術                                 | 1978年1月16日  |
| 能                                       | 1978年4月28日  |
| 薬師寺                                   | 1985年1月1日   |
| 室生寺                                   | 1985年1月2日   |
| 徳川家の名宝                             | 1986年1月1日   |
| 厳島                                     | 1986年1月2日   |
| 平泉・中尊寺                             | 1986年1月3日   |
| 京菓子〜みやびの彩り〜                   | 1987年1月1日   |
| 宗達〜けんらんたる装飾画〜               | 1987年1月2日   |
| 茶陶〜志野と織部〜                       | 1987年1月3日   |
| 民芸〜日本民藝館・半世紀のコレクション〜 | 1987年2月11日  |
| 秋草文様－もののあわれの造形－           | 1987年10月10日 |
| いにしえの色                             | 1987年11月23日 |
| 織る 綾なす糸の系譜                      | 1988年1月15日  |
| 橋ものがたり                             | 1988年5月3日   |
| 荒行の造形・円空仏                       | 1988年5月4日   |
| 南蛮美術－泰西・出会いと憧れ－           | 1988年10月10日 |
| 洛中洛外図－都大路細見－                 | 1989年1月16日  |
| 夜色楼台の雪〜蕪村の世界〜               | 1989年3月21日  |